# 4697 Novara
4697 Novara è un asteroide della fascia principale. Scoperto nel 1986, presenta un'orbita caratterizzata da un semiasse maggiore pari a 2,4336511 UA e da un'eccentricità di 0,1738560, inclinata di 1,73738° rispetto all'eclittica.